# ضاحية

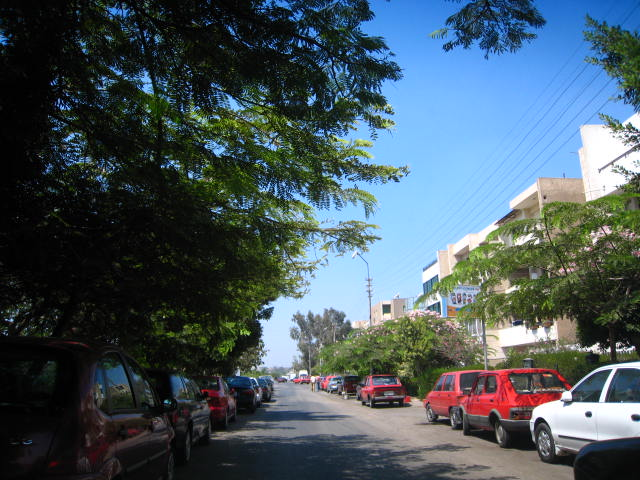
إحدى ضواحي القاهرة

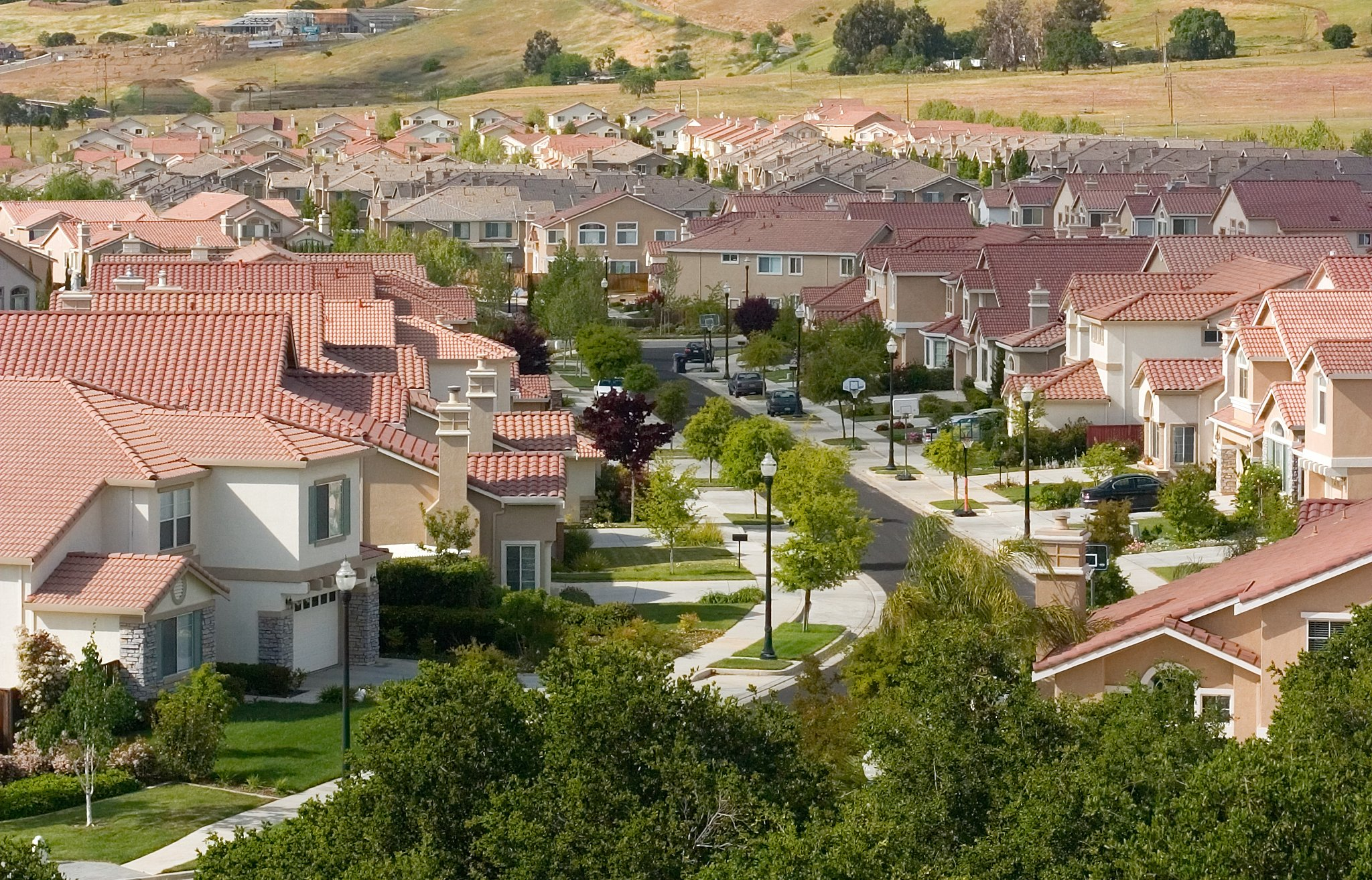
ضاحية سكنية في كاليفورنيا

الضاحية هي منطقة سكنية تقع في الإطار الخارجي لمدينة أو قرية أو في بعض الأحيان خارج الحدود الرسمية للمدينة أو القرية، وقد تكون جزء من المدينة أو ريفها أو تكون تجمعا حضرياً مستقل عنها، وغالبا ما تكون الكثافة السكانية للضواحي أقل منها في القرية أو المدينة.